# Első el-alameini csata
Az első El Alamein-i csata (1942. július 1-27.) a második világháború nyugati sivatagi hadjáratának egyik csatája volt, amelyet Egyiptomban vívtak az Afrikacorps páncéloshadsereg – Erwin Rommel tábornagy vezetésével – és a szövetséges – Claude Auchinleck marshal vezetésével – erők között.
A csata patthelyzet volt, de megállította a tengely előrenyomulását Alexandriában (majd Kairóban és végül a Szuezi-csatornánál). A nyolcadik hadsereg több mint 13 000 fő veszteséget szenvedett júliusban, köztük 4000-et a 2. új-zélandi hadosztálynál, 3000-et az 5. indiai gyalogoshadosztálynál és 2552 veszteséget a 9. ausztrál hadosztálynál, de 7000 foglyot ejtett és súlyos károkat a tengely előrenyomulásán. Július 27-i elismerésében Auchinleck azt írta, hogy a nyolcadik hadsereg legkorábban szeptember közepén lesz kész a támadásra. Úgy vélte, hogy mivel Rommel megértette, hogy az idő múlásával a szövetségesek helyzete csak javulni fog, a lehető leghamarabb támadni fog, még augusztus vége előtt, amikor páncélos fölényben lesz. Auchinleck ezért védekezést javasolt.
Augusztus elején Winston Churchill és Sir Alan Brooke tábornok Kairón át látogatott Moszkvába Joszif Sztálinnal találkozni. Úgy döntöttek, hogy leváltják Auchinlecket, kinevezve William Gottot a 8. hadsereg parancsnokságába, ám Gott meghalt útközben, hogy átvegye a parancsnokságot, amikor a repülőgépét lelőtték. Helyére Bernard Montgomery altábornagyot nevezték ki, aki augusztusban át is vette a parancsnokságot.